# Бельфлёр башкирский
«Бельфлёр башкирский» — сорт яблони домашней.

## Происхождение
Сорт яблони «Бельфлёр башкирский» был получен Р. И. Болотиной от опыления цветков сорта «Башкирский красавец» пыльцой мичуринского сорта «Бельфлёр-китайка» в 1938 году в Башкирском научно-исследовательском институте сельского хозяйства. Авторы сорта: Р. И. Болотина, Т. А. Мансуров, Х. Н. Фазлиахметов М. Т.
Первое плодоношение сорта произошло в 40-х годах XX века, на Госсортоиспытание принят только 1991 году. Допущен к использованию по Башкортостану в 1995 году. Сорт довольно часто встречается в коллективных садах Башкирии начиная с 1960-х годов.

## Распространение
Сорт распространён в Башкортостане и Татарстане.

## Характеристика сорта
Дерево яблони среднерослое, имеет широкоокруглую крону средней густоты. Ветви отходят от ствола отходят под прямым углом. Кора гладкая, зеленоватая. Побеги прямые, коричнево-бурые, опушённые. Листья крупные, широко-овальные, зелёные или светло-зелёные, с интенсивным опушением. Пластинка листа изогнута вниз, морщинистая.
Плоды массой 80—90 г, овально-округлые, слаборебристые с зеленовато-жёлтой окраской, с румянцем и крапинками. Прикрепление плодов прочное. Мякоть плода белая, мелкозернистая, ароматная. Содержание сухого вещества — 13,5 %, сахаров — 12,7 %, витамина С — 11,3 мг%. Слабо поражается паршой. Средняя урожайность составляет 105 ц/га. Плоды хранятся до марта.
Особенностью сорта является почти чисто сладкий вкус плодов.
Съемная зрелость наступает в конце августа, начале сентября.
Имеет относительно невысокую зимостойкость в природных условиях Башкортостана.